# Geboorte van de Moeder Gods-kathedraal (Nizjni Novgorod)
De Geboorte van de Moeder Gods-kathedraal (Russisch: Церковь Собора Пресвятой Богородицы) is een Russisch-orthodoxe kathedraal in de Russische stad Nizjni Novgorod. De kerk is een voorbeeld van de zogenaamde Stroganov-stijl.

## Geschiedenis
De bouw van de kerk begon in 1696 in opdracht van de steenrijke koopman Grigorij Stroganov. In de volksmond wordt de kerk daarom vaak kortweg Stroganovkerk genoemd. De bouw was in 1701 reeds in vergevorderd stadium toen een brand toesloeg en de voltooiing forse vertraging opliep. Uiteindelijk kon de kerk in 1719 worden ingewijd door de aartsbisschop van Nizjni Novgorod. De kerk zou later herhaaldelijk worden getroffen door brand (1768, 1782 en 1788). Aanvankelijk stond de klokkentoren vrij van de kerk, maar is later via een overdekte gang aangebouwd. Van oude afbeeldingen weet men dat de koepels oorspronkelijk groen waren. Pas in de 19e eeuw kregen ze de op de Basiliuskathedraal geïnspireerde kleurige koepels. Ramen, portalen, pilaren zijn allemaal voorzien van zeer uitbundige decoraties van kalksteen. In 1913 werd de kerk zowel van binnen als van buiten volledig gerestaureerd.

## Sovjetperiode
De kerk werd door de bolsjewieken in de jaren 30 van de 20e eeuw gesloten voor de eredienst en genomineerd voor afbraak. Een lokale priester wist hen echter met historische documenten, foto's en een lezing ten kantore van de atheïstische autoriteiten te overtuigen van de culturele waarde van de kerk als monument van de Stroganov-barok. In plaats van sloop werd het besluit genomen het gebouw een museale functie te geven. Tijdens de Tweede Wereldoorlog kreeg een apotheek er een onderkomen en deed de kerk als opslagruimte dienst.

## Heropening
Op 3 juni 1993 werd de kerk opnieuw in gebruik genomen door de Russisch-orthodoxe Kerk. Van de 46 iconen die de kerk oorspronkelijk had zijn er 43 behouden gebleven. Op 23 juli 2008 overhandigde Vladimir Poetin het bisdom de Verrijzenis-icoon. De icoon werd in 2004 uit de kathedraal ontvreemd en dook op toen een Estse verzamelaar de icoon kocht en naar Rusland terugbracht.